# Taeniotes praeclarus
Taeniotes praeclarus là một loài bọ cánh cứng trong họ Cerambycidae.